# Bebida láctea
Bebida láctea é um alimento composto de soro de leite e de leite, cuja composição láctea não é inferior a 51% da massa total do produto.

## Tipos
- Bebida láctea fermentada
- Bebida láctea tratada termicamente após fermentação

Algumas diferenças entre bebida láctea e iogurte são: a bebida láctea tem menos calorias que o iogurte;  enquanto que a bebida láctea pode ter até 49% de derivados não lácteos, o iogurte pode ter até 30%; o iogurte tem mais bactérias benéficas do que a bebida láctea;
a bebida láctea leva soro, no iogurte não é obrigatório; a bebida láctea pode ter gordura vegetal; o teor mínimo de proteínas na bebida láctea é 1g/100g e no iogurte, não pode ser menor do que 2,03g/100g ou 2,9/100g, dependendo da quantidade de polpa.